# E iotizzata
La Ѥ, minuscolo ѥ, è una lettera dell'alfabeto cirillico, caduta ormai in disuso. È una legatura di "І" e "Є", e rappresenta la vocale iotizzata /je/.